# Phyllachora minuta
Phyllachora minuta är en svampart som beskrevs av Henn. 1902. Phyllachora minuta ingår i släktet Phyllachora och familjen Phyllachoraceae.   Inga underarter finns listade i Catalogue of Life.